# Військова галерея

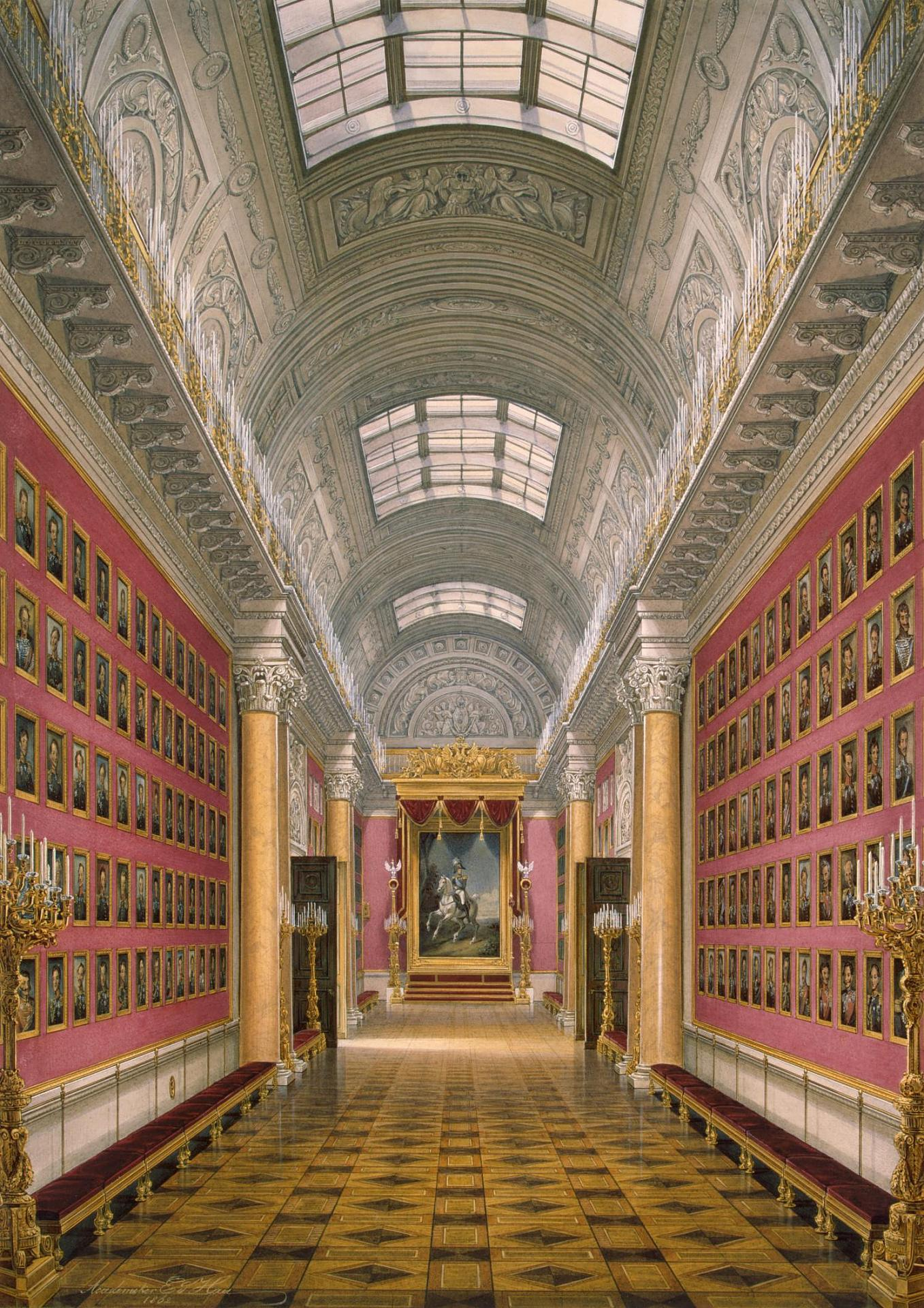
Воєнна галерея Зимового палацу, Е. П. Гау, 1862

59°56′27″ пн. ш. 30°18′52″ сх. д. / 59.9408° пн. ш. 30.3144° сх. д.
Військова галерея — одна з галерей Зимового палацу у Санкт-Петербурзі. Галерея складається з 332 портретів російських генералів, що брали участь у франко-російській війні 1812 року. Портрети написано Джорджем Доу та його асистентами О. В. Поляковим і Голіке (нім. Wilhelm August Golike).
Зал, в якій розміщено галерею, спроектував архітектор Карло Россі. Збудовано зал у квітні — листопаді 1826 року. Він замінив декілька невеличких кімнат у середині головного блоку Зимового палацу — між Білою Тронною залою й Великою Тронною залою, у декількох кроках від церкви палацу. Урочиста церемонія відкриття зали відбулась 25 грудня 1826 року.
Окрім портретів, написаних Доу, Поляковим й Голіке, в галереї вже у 1830-х роках було розміщено великі кінні портрети Олександра I та його союзників — короля прусського Фрідріха-Вільгельма III та імператора австрійського Франца I. Два перших написав берлінський придворний художник Франц Крюгер, третій — віденський живописець Петер Крафт.
У радянські часи галерею доповнили чотирма портретами палацових гренадерів, спеціальних військ, створених 1827 року для охорони будинку ветеранів Франко-російської війни. Ці портрети також виконав Джордж Доу. Пізніше галерею було доповнено двома роботами Петера фон Гесса — «Бородинська битва» й «Відступ французів через річку Березину».

## Схема розвіски

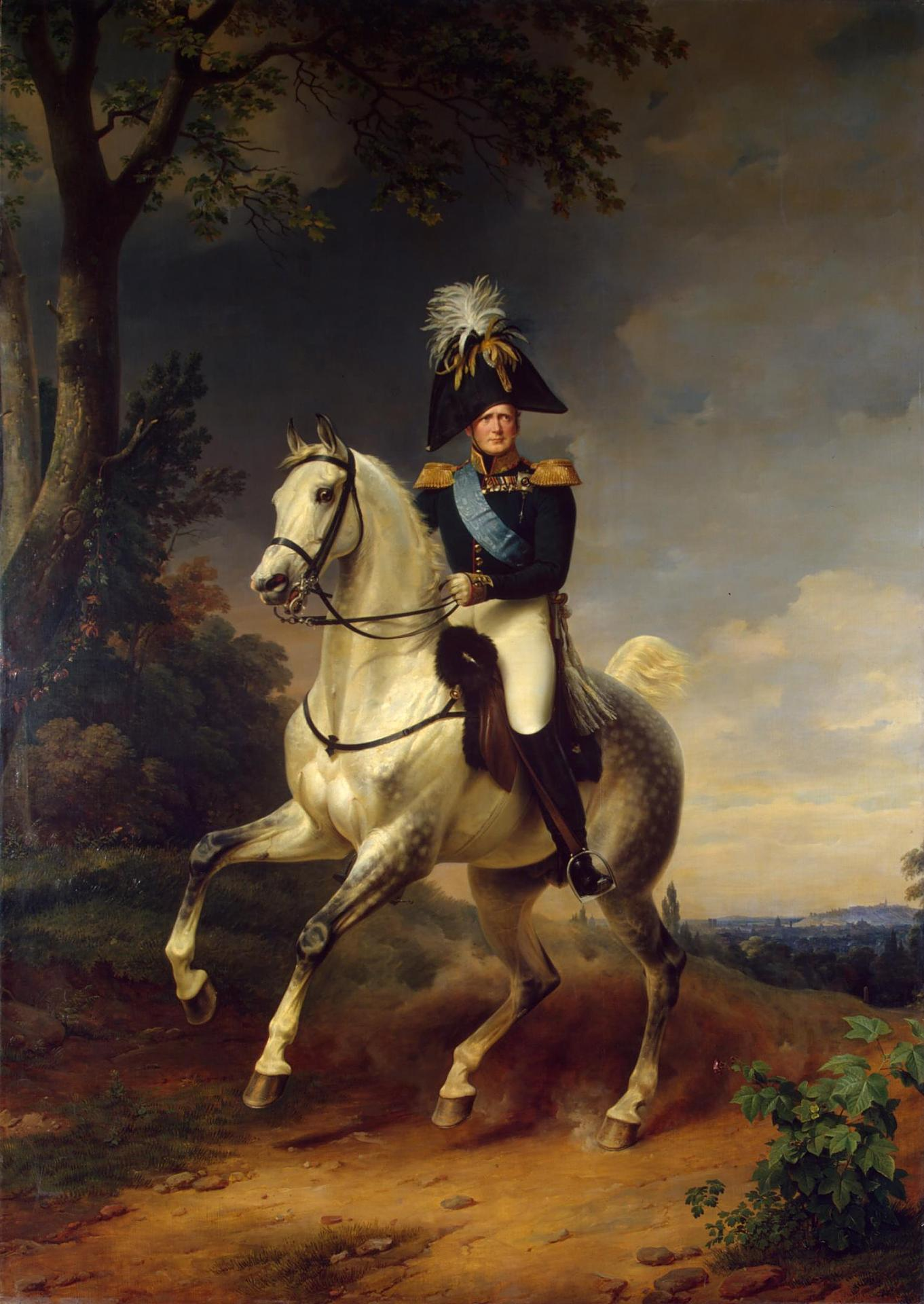
Портрет Олександра I роботи Крюгера, в торці галереї

| Лівий бік                   | Лівий бік                                   | Лівий бік                                   | Лівий бік                                   | Лівий бік                   | Правий бік             | Правий бік                                                                 | Правий бік                                                                 | Правий бік                                                                 | Правий бік             |
| 5-й ряд                     | 4-й ряд                                     | 3-й ряд                                     | 2-й ряд                                     | 1-й ряд                     | 1-й ряд                | 2-й ряд                                                                    | 3-й ряд                                                                    | 4-й ряд                                                                    | 5-й ряд                |
| І. М. Ессен                 | Іловайськ. 12-й                             | Олексієв 1-й                                | Є.Вюртемберг.                               | А.Ожаровський               | Васильчиков 2-й        | І. М. Дука                                                                 | В.Костенецький                                                             | С. Х. Ставраков                                                            | О. П. Кутузов          |
| М. Ф. Влодек                | Д. І. Пишницький                            | О.Тализін 2-й                               | О. Ф. Мішо                                  | М. І. Платов                | О.Вюртемберг.          | Ф. Довре                                                                   | П. А. Філісов                                                              | І. П. Россій                                                               | О.Кологривов           |
| О. Протасов                 | К. Б. Кноррінг                              | О. В. Воєйков                               | О. А. Аракчеєв                              | П.Волконський               | Сухтелен 1-й           | П. А. Козен                                                                | М.Щербатов2-й                                                              | І.Панчулідзев 1-й                                                          | О. Б. Фок              |
| Олсуфьєв 1-й                | Р. Є. Ренні                                 | П. І. Івеліч                                | Ф. Левіз                                    | М. А. Милорадович           | М. Бороздін            | Д. П. Рєзвий                                                               | Х. І. Трузсон                                                              | О. П. Нікітін                                                              | М. В. Кретов           |
| Г. О. Шостаков              | Олсуфьєв 3-й                                | Вельямінов                                  | Тейль ван С-н                               | Вітгенштейн                 | Д. В. Голіцин          | Андреєвський                                                               | М. В. Дехтєрєв                                                             | М. А. Арсеньєв                                                             | Й. М. Галатте          |
| В. Н. Шеншин                | Є. Гампер                                   | Є. І. Оленін                                | К. В. Будберг                               | Фабіан Остен-Сакен          | І. Ф. Паскевич         | Ф. К. Корф                                                                 | О. Башилов                                                                 | Б. Гельфрейх                                                               | Є. І. Властов          |
| Трощинський                 | Портрет Франца II роботи Крафта             | Портрет Франца II роботи Крафта             | Портрет Франца II роботи Крафта             | П. М. Ушаков 1-й            | М. Ф. Ємельянов        | Портрет Фрідріха-Вільгельма III роботи Крюгера                             | Портрет Фрідріха-Вільгельма III роботи Крюгера                             | Портрет Фрідріха-Вільгельма III роботи Крюгера                             | М. І. Дамас            |
| С. М. Ушаков 2-й            | Портрет Франца II роботи Крафта             | Портрет Франца II роботи Крафта             | Портрет Франца II роботи Крафта             | А. І. Гудович               | П. К. Ессен 3-й        | Портрет Фрідріха-Вільгельма III роботи Крюгера                             | Портрет Фрідріха-Вільгельма III роботи Крюгера                             | Портрет Фрідріха-Вільгельма III роботи Крюгера                             | М. Д. Кудашев          |
| О. І. Грессер               | Портрет Франца II роботи Крафта             | Портрет Франца II роботи Крафта             | Портрет Франца II роботи Крафта             | П.Чичерін 2-й               | М. Хованський          | Портрет Фрідріха-Вільгельма III роботи Крюгера                             | Портрет Фрідріха-Вільгельма III роботи Крюгера                             | Портрет Фрідріха-Вільгельма III роботи Крюгера                             | Крижановський          |
| І. С. Леонтьєв              | Портрет Франца II роботи Крафта             | Портрет Франца II роботи Крафта             | Портрет Франца II роботи Крафта             | К. І. Опперман              | К.Бенкендорф           | Портрет Фрідріха-Вільгельма III роботи Крюгера                             | Портрет Фрідріха-Вільгельма III роботи Крюгера                             | Портрет Фрідріха-Вільгельма III роботи Крюгера                             | К. Ф. Толь             |
| С. М. Ланський              | Портрет Франца II роботи Крафта             | Портрет Франца II роботи Крафта             | Портрет Франца II роботи Крафта             | Леонтій Беннігсен           | Г. А. Еммануель        | Портрет Фрідріха-Вільгельма III роботи Крюгера                             | Портрет Фрідріха-Вільгельма III роботи Крюгера                             | Портрет Фрідріха-Вільгельма III роботи Крюгера                             | В. Лєвашов             |
| Т. І. Збієвський            | Енгельгардт                                 | П. Я. Корнілов                              | Л. С.-Кобур-й                               | М. Г. Репнін-Волконський    | А.Горчаков 2-й         | В. Д. Лаптєв                                                               | О. П. Урусов                                                               | І. С. Жевахов                                                              | Л. О. Рот              |
| А. Карпов 2-й               | О. Я. Паттон                                | В. Єшин                                     | О. Н. Рилєєв 2-й                            | О. Д. Балашов               | Д. В. Шуханов          | Є. Ф. Сталь 2-й                                                            | О. М. Бердяєв                                                              | А.Жемчужников                                                              | А.Юрковський           |
| М. Д. Балк                  | Я. Є. Гіне                                  | О. І. Цвіленєв                              | Лісаневич 1-й                               | П. О. Толстой               | Д. М. Юзефович         | Мезєнцев 2-й                                                               | Є. О. Головін                                                              | О. Писарєв                                                                 | М. Сипягін             |
| С. С. Потоцький             | О. Я. Рудзевич                              | Желтухин 1-й                                | І. О. Сухозанет                             | О. І. Чернышов              | О. Л. Воїнов           | К. Сіверс 1-й                                                              | О. Ю. Гамен                                                                | Ф. І. Сандерс                                                              | К. М. Герцдорф         |
| А. Засс 1-й                 | Є. І. Марков 1-й                            | Великопол-й                                 | Г.Веселитський                              | М. О. Тучков 1-й            | Ф. Штейнгель           | Іловайський 3-й                                                            | Вінцингероде                                                               | П. І. Нейдгардт                                                            | В.Оболенський          |
| Б.Княжнін 2-й               | В. І. Каратаєв                              | Турчанінов 1й                               | П. Пален 2-й                                | П. М. Капцевич              | Д.Мордвинов            | О. Ф. Щербатов                                                             | А. С. Уманець                                                              | Васильч-в 3-й                                                              | М. А. Шкапський        |
| Кноррінг 3-й                | Портрет Великого князя Костянтина Павловича | Портрет Великого князя Костянтина Павловича | Портрет Великого князя Костянтина Павловича | М. І. Пален 3-й             | О. Тучков 4-й          | Портрет генерал-фельдмаршала М. І. Кутузова Світлійшого князя Смоленського | Портрет генерал-фельдмаршала М. І. Кутузова Світлійшого князя Смоленського | Портрет генерал-фельдмаршала М. І. Кутузова Світлійшого князя Смоленського | Я. П. Кульнєв          |
| М.Рилєєв 1-й                | Портрет Великого князя Костянтина Павловича | Портрет Великого князя Костянтина Павловича | Портрет Великого князя Костянтина Павловича | Є. Удом 2-й                 | Д. С. Дохтуров         | Портрет генерал-фельдмаршала М. І. Кутузова Світлійшого князя Смоленського | Портрет генерал-фельдмаршала М. І. Кутузова Світлійшого князя Смоленського | Портрет генерал-фельдмаршала М. І. Кутузова Світлійшого князя Смоленського | Ф. П. Уваров           |
| Д. Курута                   | Портрет Великого князя Костянтина Павловича | Портрет Великого князя Костянтина Павловича | Портрет Великого князя Костянтина Павловича | П. І. Мерлін                | О. М. Сеславін         | Портрет генерал-фельдмаршала М. І. Кутузова Світлійшого князя Смоленського | Портрет генерал-фельдмаршала М. І. Кутузова Світлійшого князя Смоленського | Портрет генерал-фельдмаршала М. І. Кутузова Світлійшого князя Смоленського | Д.Давидов 2-й          |
| Орл.-Денисов                | Портрет Великого князя Костянтина Павловича | Портрет Великого князя Костянтина Павловича | Портрет Великого князя Костянтина Павловича | Ф. О. Луков                 | О. П. Єрмолов          | Портрет генерал-фельдмаршала М. І. Кутузова Світлійшого князя Смоленського | Портрет генерал-фельдмаршала М. І. Кутузова Світлійшого князя Смоленського | Портрет генерал-фельдмаршала М. І. Кутузова Світлійшого князя Смоленського | П. І. Багратион        |
| Вихід до Георгіївської зали | Вихід до Георгіївської зали                 | Вихід до Георгіївської зали                 | Вихід до Георгіївської зали                 | Вихід до Георгіївської зали | Вихід до Гербової зали | Вихід до Гербової зали                                                     | Вихід до Гербової зали                                                     | Вихід до Гербової зали                                                     | Вихід до Гербової зали |

## Розвіска— 2
| Лівий бік          | Лівий бік                                          | Лівий бік                                          | Лівий бік                                          | Лівий бік              | Правий бік        | Правий бік                                                | Правий бік                                                | Правий бік                                                | Правий бік         |
| 5-й ряд            | 4-й ряд                                            | 3-й ряд                                            | 2-й ряд                                            | 1-й ряд                | 1-й ряд           | 2-й ряд                                                   | 3-й ряд                                                   | 4-й ряд                                                   | 5-й ряд            |
| І. М. Вадбольський | Портрет Генерал-фельдмаршала герцога А.Веллінгтона | Портрет Генерал-фельдмаршала герцога А.Веллінгтона | Портрет Генерал-фельдмаршала герцога А.Веллінгтона | В. Т. Денисов          | С. Г. Волконський | Портрет Генерал-фельдмаршала князя М. Б. Барклая-де-Толлі | Портрет Генерал-фельдмаршала князя М. Б. Барклая-де-Толлі | Портрет Генерал-фельдмаршала князя М. Б. Барклая-де-Толлі | І. С. Дорохов      |
| К. А. Крейц        | Портрет Генерал-фельдмаршала герцога А.Веллінгтона | Портрет Генерал-фельдмаршала герцога А.Веллінгтона | Портрет Генерал-фельдмаршала герцога А.Веллінгтона | С. О. Хілков           | В. Г. Мадатов     | Портрет Генерал-фельдмаршала князя М. Б. Барклая-де-Толлі | Портрет Генерал-фельдмаршала князя М. Б. Барклая-де-Толлі | Портрет Генерал-фельдмаршала князя М. Б. Барклая-де-Толлі | Д. Є. Кутєйніков   |
| М. Ф. Тітов        | Портрет Генерал-фельдмаршала герцога А.Веллінгтона | Портрет Генерал-фельдмаршала герцога А.Веллінгтона | Портрет Генерал-фельдмаршала герцога А.Веллінгтона | Я. О. Потьомкін        | Ост.-Толстой      | Портрет Генерал-фельдмаршала князя М. Б. Барклая-де-Толлі | Портрет Генерал-фельдмаршала князя М. Б. Барклая-де-Толлі | Портрет Генерал-фельдмаршала князя М. Б. Барклая-де-Толлі | Д. П. Неверовський |
| П. А. Шувалов      | Портрет Генерал-фельдмаршала герцога А.Веллінгтона | Портрет Генерал-фельдмаршала герцога А.Веллінгтона | Портрет Генерал-фельдмаршала герцога А.Веллінгтона | О. П. Тормасов         | П. П. Коновніцин  | Портрет Генерал-фельдмаршала князя М. Б. Барклая-де-Толлі | Портрет Генерал-фельдмаршала князя М. Б. Барклая-де-Толлі | Портрет Генерал-фельдмаршала князя М. Б. Барклая-де-Толлі | М. Раєвський       |
| М. І. Понсет       | Р. І. Багратіон                                    | Мезєнцев 1-й                                       | Є. К. Сіверс 3-й                                   | І. Л. Шаховський       | Д. Шепєлєв        | І. М. Інзов                                               | Л.Вальмоден                                               | Ф.Алексополь                                              | Т. Д. Греков       |
| Ф. В. Зварикін     | Г. А. Луковкін                                     | Ф. Г. Гогель                                       | С. Г. Гангеблов                                    | І. Дибич-Забалканський | І. В. Сабанєєв    | Ф. Сазонов 2-й                                            | Д. В. Лялін                                               | А. П. Турчанинов 2й                                       | П. В. Денисьєв     |
| К. Ф. Клодт        | К.П-ді-Борго                                       | Ф. Розен 3-й                                       | П.Каблуков 1-й                                     | І. М. Дурново          | М. С. Воронцов    | Панчулідзев 2                                             | П. Г. Ліхачов                                             | О. Е. Пейкер                                              | А. І. Балла        |
| А. К. Рідінгер     | Філіпсталь-й                                       | М. Ф. Ставицький                                   | Репнінський 1й                                     | П. Пален 1-й           | О. Ф. Ланжерон    | І. О. Вітт                                                | А.Бістром 2-й                                             | М. Чичерін 1-й                                            | А. І. Красовський  |
| М. Окулов          | М. В. Давидов                                      | А. С. Глєбов                                       | М. С. Вистицький                                   | Л. М. Яшвиль           | В.Каблуков 2-й    | Б. М. Берг 2-й                                            | В. І. Гарпе                                               | І. Б. Ререн                                               | Всеволожський      |
| Д. Л. Ігнатьєв     | О. П. Теслєв                                       | О.Княжнін 1-й                                      | Л. О. Наришкін                                     | Г. М. Берг 1-й         | Ф. М. Посников    | Ф. Є. Кніпер                                              | О. Бібіков                                                | М. Л. Трескін                                             | О. І. Марков 2-й   |
| М. І. Селявін      | І.Козлянінов                                       | Д. П. Ляпунов                                      | І.Д. Іловайський 4й                                | І.Сазонов 1-й          | О. С. Шульгін     | О.Бартоломей                                              | А. Т. Маслов                                              | Й.Соколовський                                            | М. Мацнєв          |
| О. І. Гур'єв       | В. С. Рахманов                                     | М. В. Вуїч                                         | Б. В. Полуектов                                    | К. О. Ламберт          | Щербатов 1-й      | П. Шрейдер                                                | Ф. В. Рідігер                                             | С. В. Дятков                                              | Г. Х. Шелє         |
| В. Д. Риков        | Н. М. Свєчін                                       | Храповицький                                       | П.Сухтелен 2-й                                     | О. Х. Бенкендорф       | Д. А. Левін       | П. І. Балабін                                             | І. Л. Поль                                                | Репнінський 2й                                            | Богдановський      |
| П.Загряжський      | І. З. Єршов                                        | М. І. Карпенко                                     | О. В. Розен 2-й                                    | Е. Ф. Сен-Прі          | Й. К. Орурк       | Є. Ф. Керн                                                | Г.Д. Іловайський 9й                                       | Ф. П. Наній                                               | Іловайський 5й     |
| М. Д. Мякінін      | П.Колюбакін                                        | К.Бістром 1-й                                      | П. О. Тучков 3-й                                   | П.Гол.-Кутузов         | Депрерадович      | А. С. Чаликов                                             | Иловайський 10й                                           | О. І. Бухгольц                                            | Казачковський      |
| А. Скалон          | О. І. Юшков                                        | І. Ф. Удом 1-й                                     | Ф. Ертель                                          | Є. І. Чапліц           | П.Желтухін 2й     | П. Є. Бенардос                                            | П. А. Кікін                                               | М. Волков                                                 | І. О. Хрущов       |
| А. О. Єфимович     | О. М. Потапов                                      | Є. М. Піллар                                       | О.Меліссіно                                        | П. О. Строганов        | Д. А. Дєлянов     | О. І. Альбрехт                                            | І.Чернозубов                                              | А. П. Засс 2-й                                            | І.Гейденрейх       |
| Ф. А. Ліндфорс     | К. Ф. Ольдекоп                                     | Г. В. Розен 1-й                                    | К. Ф. Багговут                                     | А.Закревський          | Г. В. Жоміні      | К.Полторацький                                            | М. С. Сулима                                              | Й. Є. Шевич                                               | І. Паліцин         |
| Аргамаков 2-й      | Б. Х. Ріхтер                                       | Ф. В. Дрізен                                       | О. І. Кутайсов                                     | П. М. Чоглоков         | І. А. Лівен       | Л. О. Денисьєв                                            | І. Д. Іванов                                              | Аргамаков 1-й                                             | О. Ф. Долон        |
| Ф. В. Назімов      | І. О. Набоков                                      | Є. Я. Савоїні                                      | К.Левенштерн                                       | Васильч-в 1й           | О.Бахметєв 3й     | Ф.Тализін 1-й                                             | М. Ф. Наумов                                              | С. Е. Жевахов                                             | Є. А. Ахте         |
| К. Г. Сталь 1-й    | Є. В. Давидов                                      | П. С. Кайсаров                                     | І.Мантейфель                                       | В. С. Трубецькой       | Ф. О. Паулуччі    | Ф. І. Мосолов                                             | Є. Штаден                                                 | М.-Закомель-й                                             | М. І. Лавров       |